# Abigail Binay
Abigail Binay (Mar-len Abigail Binay-Campos), née le 12 décembre 1975 à Makati, est une avocate et femme politique philippine. Elle a été députée de 2007 à 2016, puis maire de Makati depuis 2016.

## Biographie
Abigail Binay est la fille de Jejomar Binay, ancien vice-président de la République des Philippines, et de Elenita Sombillo Binay, docteur et femme politique. Elle grandit donc dans un univers fortement marqué par la politique. Elle étudie l'écologie humaine à l'université des Philippines Los Baños et le droit à l'université Ateneo de Manila, puis exerce d'abord comme avocate.
Elle devient députée à la Chambre des représentants à 31 ans, le 30 juin 2007, dans la seconde circonscription législative de Makati, et y fait trois mandats de suite, jusqu'en 2016. Elle est élue en 2016 maire de Makati, fonction que son père, sa mère et son frère (Jejomar Binay Jr.) ont occupée avant elle.
Elle est l'épouse de Luis Campos, homme d'affaires et politique.